# Leukosafir
Leukosafir eller Vit safir är en färglös varietet av korund.
Rent vita och genomskinliga leukosafirer är mycket sällsynta, ofta finns blåaktiga fläckar i den vita stenen eller ett blåaktigt, ibland gulaktigt skimmer. Blå safir blir genom upphettning eller radiumbestrålning färglös som leukosafirer.